# Коэцала (муниципалитет)
Коэцала (исп. Coetzala) — муниципалитет в Мексике, штат Веракрус, расположен в Горном регионе. Административный центр — город Коэцала.